# ئی‌ام‌دی اس‌دی۴۰
ئی‌ام‌دی اس‌دی۴۰ (انگلیسی: EMD SD40) یک لوکوموتیو دیزلی ساخت شرکت جنرال موتورز الکترو-موتیو دیویژن است.
این لوکوموتیو که مابین سال‌های ۱۹۶۶ تا ۱۹۷۲ تولید می‌شده دارای ۱۶ سیلندر، ۳۰۰۰ اسب بخار قدرت و ۱۳۴ کیلومتر در ساعت سرعت نهایی بوده است.